# Фрегати проєкту 22350
Фрегати проєкту 22350 типу «Адмірал Горшков» — серія російських багатоцільових фрегатів 1-го рангу з керованим ракетним озброєнням ближньої, далекої морської та океанської зони, що будуються для ВМФ Росії. Спроєктовані та побудовані як заміна есмінцям проєкту 956 та БПК проєкту 1155.

## Історія проєктування
Закритий тендер на будівництво головного корабля цього проєкту для Військово-Морського Флоту Росії передбачалося оголосити ще на початку 2002 року. Ескізний проєкт корабля був розроблений у «Північному проєктно-конструкторському бюро» та затверджений командуванням ВМФ Росії у червні 2003 року, проте через те, що будівництво корабля не було включено до держоборонзамовлення, тендер був оголошений лише у квітні 2005 року.
У червні цього ж року на військово-морському салоні IMDS-2005 в Санкт-Петербурзі начальником управління замовлень і поставок кораблів, морського озброєння та військової техніки Міністерства оборони А. Шлемовим було повідомлено, що у тендері беруть участь три суднобудівні підприємства: «Північна верф», «Прибалтійський завод „Янтар“» та ФГУП «Севмашпідприємство». Заявку на участь у тендері подавав і «Балтійський завод», але 11 квітня 2005 року група ІСТ, що володіє «Балтійським заводом» та «Об'єднана промислова компанія», що контролює «Північну верф», підписали угоду " Про спільну реалізацію проєктів у сфері військового суду ". : група ІСТ зобов'язувалася не боротися за військові замовлення, які мають згідно з документом концентруватися на «Північній верфі»; «Балтійський завод» за умовами угоди повинен був надавати партнерам «усю необхідну технологічну підтримку при виконанні військових замовлень».

## Історія будівництва
Закладка головного корабля цього проєкту — «Адмірал флоту Радянського Союзу Горшков» — відбулася 1 лютого 2006 року на Санкт-Петербурзькому суднобудівному підприємстві «Північна верф». Головним будівельником корабля став Д. Ю. Силантьєв. Спущений на воду 29 жовтня 2010. За планом датою його вступу в дію мав стати 2012. Це перший великий надводний бойовий корабель, закладений на верфях Росії після розпаду СРСР. Усього за наступні 15-20 років планувалося побудувати до 20 фрегатів, базою для яких мали стати кораблі цього проєкту. Передбачається, що вони входитимуть до складу всіх чотирьох флотів ВМФ Росії. Однак через ряд причин виконання замовлення суттєво сповільнилося, у зв'язку з чим з 2011 року було дано хід паралельному будівництву для ВМС Росії та фрегатів проєкту 11356Р, які до того вважалися чисто експортними.
Точне число запланованих до будівництва кораблів серії невідоме, але за неофіційними даними, керівництво ВМФ в 2010 планувало побудувати серію з 10 — 12 кораблів проєкту 22350. До складу Чорноморського флоту передбачалося включити шість фрегатів проєкту 22350.
17 березня 2011 року прес-служба компанії «ВАТ Північна верф» повідомила про укладання з Міністерством оборони Росії контракту на будівництво ще чотирьох фрегатів на додаток до двох фрегатів проєкту, що вже будуються, 22350. Контракт підписаний у рамках держпрограми озброєння до 2020. За оцінкою Центру аналізу стратегій та технологій (ЦАСТ) мінімальна ціна фрегата 22350 становить 18 млрд руб. Фрегати мали бути передані Військово-Морському Флоту Росії до 2018.

Внаслідок «охолодження» російсько-українських міждержавних відносин внаслідок окупації Росією Криму, у червні 2014 року український президент П. А. Порошенко заборонив військово-технічну співпрацю з Росією. Ця заборона торкнулася і контракту із «Зоря-Машпроектом» на постачання газових турбін для фрегатів проєкту 22350. Як відповідь, російським КБ «Алмаз» був розроблений новий проєкт, виробництво газотурбінних енергетичних установок для якого замість «Зоря-Машпроект» має освоїти НВО «Сатурн» (м. Рибінськ, Ярославська область).
4 травня 2016 року міністр оборони Росії Сергій Шойгу повідомив, що до складу ВМФ Росії увійдуть шість фрегатів проєкту 22350 до 2025.
12 грудня 2017 року Головком ВМФ Росії адмірал Володимир Корольов заявив, що у майбутньому фрегати проєкту 22350 стануть основними російськими військовими кораблями далекої морської та океанської зони.
Будівництво та випробування головного фрегата проєкту 22350 — «Адмірал флоту Радянського Союзу Горшков» — були пов'язані зі значними затримками і складнощами і були завершені лише в кінці липня 2018 року. 23 Квітня 2019 року в Санкт-Петербурзі на ПАТ «Суднобудівний завод» Північна верф "« у присутності Президента Російської Федерації Володимира Путіна відбулася церемонія одночасної закладки для ВМФ Росії відразу двох фрегатів проєкту 22350, що отримали назви „Адмірал Амелько“ (заводський номер 925) і „Адмірал Чичагов“ (заводський номер 926). Дані кораблі стали п'ятим і шостим фрегатами проєкту 22350, здача їх планується відповідно на 2024 і 2025 роки. Повідомляється, що дані два кораблі будуть дещо відрізнятися від перших чотирьох фрегатів проєкту 22350-зокрема, вони отримають посилене ударне озброєння у вигляді 32 вертикальних пускових установок комплексу УКСК замість 16 на перших чотирьох кораблях.
20 липня 2020 року на „Північній верфі“ в Санкт-Петербурзі були закладені фрегати „Адмірал Юмашев“ та „Адмірал Спірідонов“ проєкту 22350. Дані два кораблі також отримають 4×8 УКБК на 32 ракети. 25 серпня 2020 на форумі „Армія-2020“ був підписаний контракт на закладку в 2021 ще двох фрегатів проєкту 22350.
Надалі, для ВМФ ЗС РФ планується будівництво кораблів далекої морської зони класу „фрегат“ за модернізованим проєктом 22350М зі збільшеною водотоннажністю.

## Конструкція

### Корпус та надбудова
Фрегати проєкту 22350 є типовими кораблями довгонапівбакової конструкції, з суцільною надбудовою, виконаною з використанням композитних конструкційних матеріалів на основі полівінілхлориду та вуглецевих волокон (композитні матеріали забезпечують зниження рівня вторинного радіолокаційного поля корабля за допомогою поглинання та розсіювання). Фізичні поля фрегата мінімізовані. Завдяки оригінальній архітектурі надбудови та використанню композитних конструкційних матеріалів („стелс“) знижено ефективну поверхню розсіювання корабля, що в свою чергу дозволяє знизити його радіолокаційну та оптичну помітність.
Кормовий край — транцевий. Форма обводів корпусу та гострий форштевень має забезпечити кораблям проєкту гарні мореплавні якості. Подвійне дно йде протягом більшої частини корпусу (від носових відсіків з боєзапасом аж до машинного відділення та кормового підзору). На кораблі передбачається встановити нові заспокійники хитавиці з кермами, що не забираються, що дозволить зменшити обсяги займані механізмами управління заспокійниками хитавиці. Мореплавність корабля повинна забезпечувати застосування озброєння та техніки без обмежень при працюючому заспокоювачі хитавиці на хвилюванні моря до 4 — 5 балів. Весь боєзапас керованих ракет передбачається зберігати у вертикальних пускових установках із конструктивним захистом.

### Енергетична установка
Спочатку фрегат передбачалося оснащувати силовою установкою виробництва української „Зоря-Машпроект“. Внаслідок охолодження російсько-українських міждержавних відносин після окупації півострова Крим, у червні 2014 року новий український президент П. А. Порошенко заборонив військово-технічне співробітництво з Росією. Ця заборона торкнулася і контракту» Зоря-Машпроект « на поставку газових турбін для фрегатів проєкту 22350.
В якості заходів у відповідь КБ „Алмаз“ був розроблений новий проєкт; виробництво газотурбінних енергетичних установок для якого замість» Зоря-Машпроект " мав освоїти НВО ПАТ « Сатурн» (м. Рибінськ). Була обрана дизель-газотурбінна енергетична установка тип CODAG загальною потужністю 65 400 кінська сила. Вона складається з двох двохвальних дизель-газотурбінних агрегатів М55Р у складі 2-х V-16 циліндрових дизельних двигунів 10д49 (маршові) потужністю по 5200 кінських сил АТ « Коломенський завод» і 2-х газотурбінних двигунів М90ФР (форсажні) потужністю по 27 500 кінських сил, що працюють через два редуктора РО55Р виробництва ПАТ "Звізда" на два вали з гребними гвинтами фіксованого кроку, локальна система управління НВО „ Аврора“. Дослідний зразок газотурбінної установки російського виробництва був відправлений на випробування в 2017 році. Суднобудівний завод „Північна верф“ в 2018 році отримав перші газотурбінні установки виробництва» ОДК-Сатурн " для споруджуваних фрегатів проєкту 22350.
Кораблі проєкту несуть комплекс озброєння, що складається з ракетного, артилерійського, радіотехнічного та інших видів озброєння.

### Мореплавність та проживання
Мореплавність корабля дозволяє застосування озброєнь при хвилюванні моря до 5 балів. Водотоннажність стандартна — 4500 тонн. Швидкість повного ходу — 29,5 вузлів. Дальність плавання — 4500 морських миль на 14 вузлах. Автономність плавання за запасами провізії — 30 діб. Екіпаж — 170—210 чоловік.

### Озброєння
У носовій частині корпусу перед надбудовою розміщені дві установки вертикального пуску (УВП) універсальних корабельних стрільбових комплексів (УКСК) 3С14У1 (всього два стандартні модулі по вісім осередків), призначених для зберігання і запуску 16 протикорабельних крилатих ракет 3М55 або протикорабельних, протичовнових та тактичних ракет сімейства «Калібр-НК» (3М54, 3М14, 91Р1, 91РТ2). Також установка 3С14 може використовувати перспективні гіперзвукові протикорабельні крилаті ракети 3М22 «Циркон», прийняття на озброєння яких очікується в 2023, з 5-го корпусу («Адмірал Амелько») планується установка 4 × 8 КК на 32 ракети.
Спочатку були відомості про встановлення на кораблі зенітного ракетного комплексу (ЗРК) середньої дальності 3С90М з 9М317М, але пізніше з'явилася інформація про встановлення на кораблі ЗРК «Редут», розміщеному в носовій частині корпусу перед УКСК 3С14У1. Усього боєзапас налічує 4×8 — 32 комірки для ЗУР середньої дальності 9М96Е (дальність стрільби 50 км) або ЗУР великої дальності 9М96Е2-1 (дальність стрільби 150 км) або 128 ЗУР малої дальності 4 меншого діаметра в одному осередку УВП), можливе одночасне розміщення в УВП різних типів ракет по дальності для створення ешелонованої оборони.
Артилерійське озброєння корабля представлене 130 мм артилерійською установкою А-192М «Армат» (дальність стрільби до 22 км, скорострільність — 30 пострілів за хвилину). Артилерійська система має широкий діапазон кутів обстрілу (170/80 °); номенклатура боєприпасів дозволяє їй вражати берегові, морські та повітряні цілі, а нова система управління артилерійським вогнем має багатоканальність по обстрілюваним цілям.
Поряд з гелікоптерним ангаром побортно встановлені два бойові модулі ЗАК 3М89 «Палаш» з двома шестиствольними гарматами, що обертаються АТ-18КД призначених для самооборони корабля на малій дальності (6000 снарядів калібру 30 мм).
Протичовнове озброєння фрегата представлено двома побортно розміщеними в середній частині надбудови (за лацпортами) 2 × 4 — 8 ПУ комплексу протичовнової оборони та протиторпедного захисту «Пакет-НК».
До складу авіаційного озброєння входить один гелікоптер Ка-27, що знаходиться в одномісному палубному ангарі.

### Радіоелектронне озброєння
Радіолокаційна станція (РЛС) виявлення надводних і повітряних цілей — 5П27 «Фурке», РЛС виявлення і цілевказівки ЗРК " «Полімент», РЛС цілевказівки ПКРК — 34К1 «Моноліт», кілька навігаційних радіолокаційних станцій (НРЛС), РЛС управління вогнем артилерії — 5П — 10 «Пума».
Бойова інформаційно-керуюча система (БІУС), комплекси радіоелектронної боротьби (РЕБ) (адаптована під проєкт система 5П-28) та радіоелектронного придушення (РЕП), засоби радіо- та космічного зв'язку.

## Представники проєкту
Північна верф
| №  | Назва                                     | Борт № | Зав № | Закладка   | Спуск на воду | Введення в дію | Флот | Стан                                                        | Примітки              |
| -- | ----------------------------------------- | ------ | ----- | ---------- | ------------- | -------------- | ---- | ----------------------------------------------------------- | --------------------- |
| 1  | «Адмірал флоту Радянського Союзу Горшков» | 454    | 921   | 01.02.2006 | 29.10.2010    | 28.07.2018     | СФ   | У строю                                                     | У складі 43-ї ДиРК СФ |
| 2  | «Адмірал флоту Касатонов»                 | 461    | 922   | 26.11.2009 | 12.12.2014    | 21.07.2020     | СФ   | У строю                                                     | У складі 43-ї ДиРК СФ |
| 3  | «Адмірал Головко»                         |        | 923   | 01.02.2012 | 22.05.2020    | 12.2022        | СФ   | Добудовується на плаву, готується до швартовних випробувань |                       |
| 4  | «Адмірал флоту Радянського Союзу Ісаков»  |        | 924   | 14.11.2013 | 27.09.2024    | 12.2023        | СФ   | Готується до спуску на воду                                 |                       |
| 5  | «Адмірал Амєлько»                         |        | 925   | 23.04.2019 | 2023          | 12.2024        | ТОФ  | Спущений на воду                                            |                       |
| 6  | «Адмірал Чичагов»                         |        | 926   | 23.04.2019 | 2024          | 07.2025        | ТОФ  | Будується                                                   |                       |
| 7  | «Адмірал Юмашев»                          |        | 927   | 20.07.2020 | 2024          | 12.2025        | ТОФ  | Будується                                                   |                       |
| 8  | «Адмірал Спірідонов»                      |        | 928   | 20.07.2020 | 2025          | 12.2026        | ЧФ   | Будується                                                   |                       |
| 9  |                                           |        | 929   | 2022       |               |                | ЧФ   | Готується до закладки                                       |                       |
| 10 |                                           |        | 930   | 2022       |               |                | ЧФ   | Готується до закладки                                       |                       |

Амурський суднобудівний завод
Кольори таблиці:
Білий — недобудований або утилізований без спуску на воду
Зелений — що діє у складі ВМФ Росії
Синій — знаходиться в ремонті або модернізації
Сірий — виведений за штат, перебуває на консервації, зберіганні чи відстої
Червоний — списаний, утилізований чи втрачений

## Проєкт 22350М
За даними 2019 ведеться розробка модернізованого фрегата проєкту 22350М. За неофіційними відомостями до кінця 2019 планувалося завершити ескізний проєкт корабля. На липень 2020 робота зі створення фрегатів проєкту 22350М триває, але схоже внаслідок вторгнення в Україну і санкцій, проєкт не буде доведений до ладу.